# Peter Buddeberg
Hans Peter Buddeberg (* 5. November 1927 in Hannover; † 9. November 2011) war ein deutscher Architekt und Hochschullehrer.

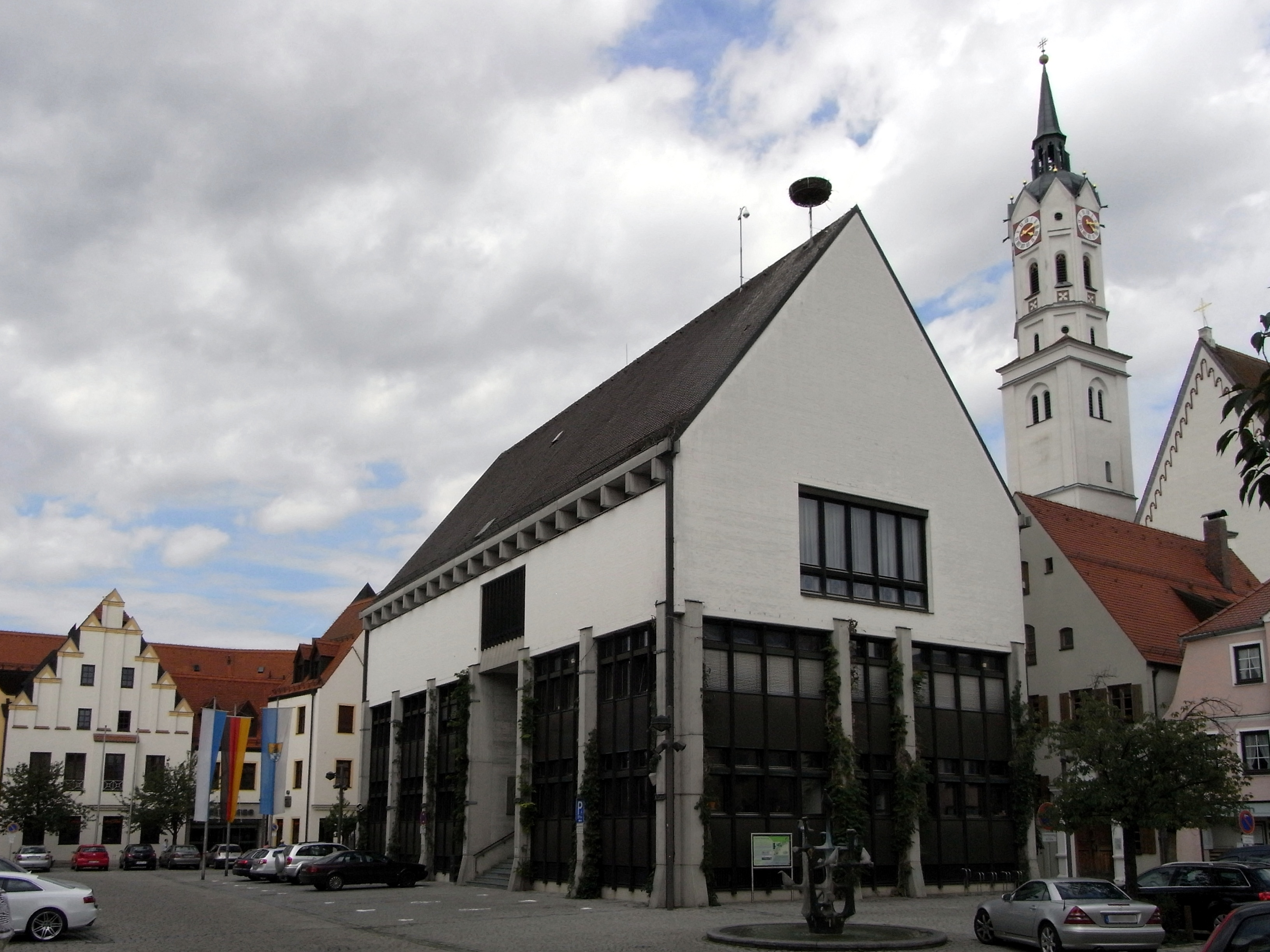
Rathaus Schrobenhausen

## Werdegang
Peter Buddeberg studierte bis 1954 Architektur an der TH München und heiratete 1956 Ute Gisela von Schirmeister. Nach seinem Diplom lehrte er bei Martin Elsaesser und Gustav Hassenpflug an der TH München. Anschließend arbeitete er zwischen 1956 und 1957 bei Paul Rudolph in Cambridge, war Gastkritiker an der Yale University in New Haven und arbeitete bei Willgoose & Chase in Washington. 1958 gründete er ein eigenes Architekturbüro in München. Zwischen 1978 und 1992 lehrte Buddeberg als Professor an der TH Rosenheim.
Buddeberg war Mitglied im Bund Deutscher Architekten. Sein Nachlass wurde dem Architekturmuseum der Technischen Universität München übergeben.

## Bauwerke
Buddebergs Bauten wurden von Gisela Buddeberg, Siegfried von Quast, Ingrid Voth-Amslinger und Sigrid Neubert fotografiert.
- 1956: Klinik Wolfart, Gräfelfing[5]
- 1957: Haus Dr. Riedmayer, Kempfenhausen am Starnberger See mit Hans-Busso von Busse[6]
- 1957: Evangelische Kirche, Griesheim mit Hans-Busso von Busse (Otto-Bartning-Stiftung)
- 1958: Wohnbauten für State Department, Kalkutta (im Büro Willgoose & Chase)
- 1958: Verwaltungsgebäude, Obermenzing mit Hans-Busso von Busse
- 1960: Atriumhaus-Siedlung, Starnberg mit Richard Neutra
- um 1960: Wohnhaus und Verlag, München[7]
- 1962–1963: Verlagsgebäude des Adressbuchverlags Keller, Kempfenhausen[8]
- 1963–1964: Einfamilienhausgruppe, Kempfenhausen
- 1965: Haus Pohl, München-Solln[9][10]
- 1965: Jugendzentrum Das Laimer, München-Laim (verändert)[11]
- 1966–1967: Untere Brücke, Bamberg[12]
- 1968–1969: Rathaus Schrobenhausen
- 1972: Wohnhaus, Baierbrunn
- 1967–1973: Marx-Zentrum Perlach Nord-Ost mit Herbert Kochta (Bauherr: Neue Heimat)[13]
- 1975–1976: Büro- und Geschäftshaus am Bahnhofsvorplatz, München mit Herbert Kochta
- 1977–1978: Kaufhof am Rotkreuzplatz, München-Neuhausen mit Herbert Kochta
- 1978–1980: Wohnanlage am Isarufer, München mit Herbert Kochta[14]
- 1979–1980: Wohnhaus, Jetzendorf[14]

Wettbewerbsentwürfe:
- Wohnanlage, Fürth mit Alexander Freiherr von Branca
- 1963: Dom-Römerberg, Frankfurt am Main mit Günter Bock und Carlfried Mutschler
- Kongress- und Konzerthalle, Augsburg mit Günter Bock
- Engere Wahl Olympiagelände, München mit Branca, Kochta und Böninger & Biedermann
- 2. Preis Konzerthaus Arabellapark, München mit Kurt Ackermann
- 2. Preis Gasteig, München mit Branca und Kochta
- Plenarsaal Rathaus Landshut mit Peter Seifert

## Ehrungen und Preise
- 1964: Förderpreis für Architektur der Landeshauptstadt München

Folgendes Bauwerk ist ein Baudenkmal und ist im Bayerischen Landesamt für Denkmalpflege eingetragen:
- Rathaus Schrobenhausen ist als Baudenkmal von Schrobenhausen[15]

## Ausstellungen
- 1988: Geschichte und Kultur der Juden in Deutschland, Nürnberg
- 1999: Peter Buddeberg Werkschau, Architekturgalerie München[16]
- 2013: Alte Meister / Junge Geister, Architekturgalerie München[17][18]

## Bücher
- Architekturgalerie München (Hg.): Peter Buddeberg. Architekt. Peradruck Matthias, Gräfelfing 1998